# Шишова, Татьяна Львовна
Шишова Татьяна Львовна (8 февраля 1955, Москва) — общественный деятель, публицистка. Вице-президент «Фонда социально-психической помощи семье и ребёнку», член Союза писателей России, драматург. Соавтор многих работ с Медведевой И. Я., основной тематикой которых являются вопросы воспитания подрастающего поколения.

## Биография
Окончила Университет дружбы народов им. Патриса Лумумбы, получила диплом преподавателя русского языка как иностранного и дипломы переводчика с английского, испанского и португальского языков. Работала по всем этим специальностям. Занималась литературным переводом. В переводе Т. Л. Шишовой выходили произведения известных латиноамериканских писателей: Габриэль Гарсиа Маркес, Хулио Кортасар, Алехо Карпентьер, детективы Агаты Кристи, романы современных американских авторов (в том числе «Парк Юрского периода» Майкла Крайтона).
В 1995 году И. Я. Медведева и Т. Л. Шишова избраны сопредседателями Международного общества арт-терапевтов и арт-педагогов, а в 1996 году стали лауреатами журнала «Юность» за серию очерков, посвящённых проблемам детства. В 1997 году удостоились премии журнала «Москва».

## Работа с детьми
В соавторстве с И. Я. Медведевой написаны пьесы для кукольных театров. Ими создан детский «лечебный театр», в котором дети под руководством психологов и педагогов избавляются от страхов, застенчивости, агрессивности, заикания, тиков, навязчивостей, энуреза и прочего. В книгах: «Страх мой — враг мой» и «Застенчивый невидимка» — содержится советы родителям по преодолению детских страхов и застенчивости.
В 1990-х годах в соавторстве с Медведевой И. Я. создает методику психологической коррекции, названной «драматической психоэлевацией», рассчитанную на детей с трудностями поведения и общения. Главный инструмент лечения — кукольный театр. Работа по этой методике предполагает также тесный контакт с семьёй ребенка.

## Публицистическая деятельность
Беседуя с родителями, отвечая на их многочисленные вопросы, Медведева И. Я. и Татьяна Шишова собрали материал для первой совместной книги — «Книга для трудных родителей» (1994).
В 1996 году вышла вторая книга соавторов «Разноцветные белые вороны» о детской агрессивности, застенчивости, ревности, упрямстве и прочих проблемах. Педагогические статьи соавторов публикуются в журналах «Домовой», «Крестьянка», и в изданиях «Учительская газета», «Народное образование», «Семья и школа» и проч.
В третьей книге соавторов «Новое время — новые дети?» затрагиваются вопросы социально-политического порядка. Главы из этой книги также были опубликованы в разных газетах и журналах (в «Новой», «Независимой», в «Московской правде», «Мегаполисе-континенте», в «Юности», «Москве», «Октябре» и проч.).

## Общественная деятельность
При содействии И. Я. Медведевой и Татьяны Шишовой приостановлена реализация проекта «Половое воспитание российских школьников» и не принят закон о репродуктивных правах, способствующий, по их мнению, снижению рождаемости в России.
Медведева И. Я. и Татьяна Шишова — активные противники политики ограничения рождаемости, пропаганду которой в России ведет Ассоциация планирования семьи.
Шишова уделяет особое внимание проблеме наказания непослушных детей. «Наказывая детей, совершенно необходимо сохранять самообладание и даже… мирное расположение духа. Нельзя делать это в припадке раздражения, злобы, в отместку», — подчёркивает она, отмечая также, что до 4-5-летнего возраста наиболее удачной формой наказания для ребёнка является шлепок.

## Критика
В 2007 году издание «Церковный вестник» так охарактеризовал позицию Медведевой и Шишовой: «К „опасным проявлениям глобализации“ авторы относят проявления вежливости, улыбки, занятия спортом и культ здоровья, миссионерскую работу с молодежью, ювенальную юстицию и многое другое», однако затем «авторы отказались от алармизма, объявив его пропагандистским приемом недобросовестных антигосударственных политиков, и принялись доказывать, что живем мы далеко не худшим образом и далеко не в худшее время».
По мнению сексолога И. С. Кона, подготовленный Медведевой И. Я. и Шишовой Т. Л. доклад по вопросам полового воспитания российских школьников — «редкая смесь невежества, фальсификации и переворачивания причинно-следственных связей».

## Творчество

### Книги
- Медведева И. Я., Шишова Т. Л. Книга для трудных родителей. 1994
- Медведева И. Я., Шишова Т. Л. Разноцветные белые вороны. 1996
- Медведева И. Я., Шишова Т. Л. Приказано не рожать. Демографическая война против России, Саратов, 2005.
- Медведева И. Я., Шишова Т. Л. Орден глобалистов: российская ложа. 2006
- Шишова Т. Л. Как помочь ребенку избавиться от страхов. Страхи — это серьёзно. 2007
- Шишова Т. Л. Застенчивый невидимка. Как преодолеть детскую застенчивость. 2007
- Шишова Т. Л. Православной маме. Чтобы ребенок не был трудным: воспитание детей от 4 до 14. 2007
- Медведева И. Я., Шишова Т. Л. Спецмиссия антихриста. 2009
- Медведева И. Я., Шишова Т. Л. Новое время — новые дети?
- Шишова Т. Л. Воспитание без ошибок: Книга для трудных родителей. 2008

### Брошюры, статьи
- Медведева И. Я., Шишова Т. Л. Цунами в стакане (19/11/2009)
- Медведева И. Я., Шишова Т. Л. Две вещи несовместные (14/01/2009)
- Медведева И. Я., Шишова Т. Л. Если же согрешит против тебя брат твой… (08/04/2008)
- Медведева И. Я., Шишова Т. Л. Царство судей. Ещё раз о ювенальной юстиции (2008 г.)
- Медведева И. Я., Шишова Т. Л. О любви и жалости, или «Бедные люди» (не по Достоевскому) (2007 г.)
- Медведева И. Я., Шишова Т. Л. Критика чистой радости (не по Канту) (2006 г.)
- Медведева И. Я., Шишова Т. Л. Троянский конь ювенальной юстиции (26/10/2006)
- Медведева И. Я., Шишова Т. Л. Новый русский учебник (2005 г.)
- Медведева И. Я., Шишова Т. Л. Безобразия в образовании (2004 г.)
- Медведева И. Я., Шишова Т. Л. Неоконченная партия гроссмейстера Бжезинского (2004 г.)
- Медведева И. Я., Шишова Т. Л. Задержка развития души (15/08/2003)
- Медведева И. Я., Шишова Т. Л. Логика глобализма (2001). Статьи и интервью
- Медведева И. Я., Шишова Т. Л. Страна победившего СПИДа (25/06/2001)
- Медведева И. Я., Шишова Т. Л. Потомки Царя Ирода. Планирование семьи — планирование небытия.
- Медведева И. Я., Шишова Т. Л. Иван Царевич. Он же серый волк. Влияние СМИ на детей и молодежь.
- Медведева И. Я., Шишова Т. Л. «Гарри Поттер»: стоп. Попытка экспертизы
- Медведева И. Я., Шишова Т. Л. Улыбка судьбы. Роли и характеры
- Медведева И. Я., Шишова Т. Л. Убийца предупреждает: убийство опасно для вашего здоровья (сага о наркотиках)
- Медведева И. Я., Шишова Т. Л. Запах серы: оккультные корни «планирования семьи»
- Медведева И. Я., Шишова Т. Л. Дети нашего времени. Размышления детских психологов
- Медведева И. Я., Шишова Т. Л. Наше новое «ВСЁ»
- Медведева И. Я., Шишова Т. Л. Наследники царя Ирода
- Медведева И. Я., Шишова Т. Л. Бездетный мир
- Медведева И. Я., Шишова Т. Л. Консерватизм и традиционализм в контексте постмодерна
- Медведева И. Я., Шишова Т. Л. «Эбьюз» нерушимый
- Медведева И. Я., Шишова Т. Л. Лекарства от жизни
- Медведева И. Я., Шишова Т. Л. Чтобы родители не пропахли нафталином (педагогика «Нью Эйдж»)
- Медведева И. Я., Шишова Т. Л. Высокое давление любви
- Медведева И. Я., Шишова Т. Л. Проклятие Хама
- Медведева И. Я., Шишова Т. Л. Духовный детдом
- Медведева И. Я., Шишова Т. Л. Башня терпимости
- Медведева И. Я., Шишова Т. Л. «Я не просил меня рожать!..»
- Медведева И. Я., Шишова Т. Л. Мнимое противостояние. О политике «планирования семьи».
- Медведева И. Я., Шишова Т. Л. Портрет омбудсмена в школьном интерьере
- Медведева И. Я., Шишова Т. Л. Молодежь, которая не хочет взрослеть (недоступная ссылка)
- Медведева И. Я., Шишова Т. Л. Стародубов ещё пошумит?
- Медведева И. Я., Шишова Т. Л. Общество потребления
- Медведева И. Я., Шишова Т. Л. Педагогика от лукавого
- Медведева И. Я., Шишова Т. Л. Политкорректность: «Школа молодого бойца»
- Медведева И. Я., Шишова Т. Л. Труппа патриотов в оранжевых костюмах
- Медведева И. Я., Шишова Т. Л. Христианские ценности или «гуманизм» Содома?
- Медведева И. Я., Шишова Т. Л. «Мы такие же люди…»
- Шишова Т. Л. Ювенальная юстиция: гуманистический манифест в действии (14/01/2010)
- Шишова Т. Л. Куда ведет погоня за Лилит? (2009 г.)
- Шишова Т. Л. Мать никто не заменит (2009 г.)
- Шишова Т. Л. Мода на кесарево? (2004 г.)